# Xyleus goias
Xyleus goias är en insektsart som beskrevs av Frédéric Carbonell 2004. Xyleus goias ingår i släktet Xyleus och familjen Romaleidae. Inga underarter finns listade i Catalogue of Life.